# Волчий Ракит (Бурлинский район)
Волчий Ракит — село в Бурлинском районе Алтайского края России. Входит в состав Устьянского сельсовета.

## История
Основано в 1939 году. Была основана сельскохозяйственная артель «Кзыл агач». С 1950 г. являлось отделением укрупненного колхоза «Сталинский путь». В 1960 г. стало отделением совхозв «Устьянский».

## Население
| 1997 | 1998 | 1999 | 2000 | 2001 | 2002 | 2003 |
| ---- | ---- | ---- | ---- | ---- | ---- | ---- |
| 88   | ↗89  | ↗110 | ↗122 | ↘105 | ↘104 | ↗107 |
| 2004 | 2005 | 2006 | 2007 | 2008 | 2009 | 2010 |
| ↗109 | ↘102 | ↘94  | ↘90  | ↘76  | ↘68  | ↘60  |
| 2011 | 2012 | 2013 |      |      |      |      |
| →60  | ↘56  | ↘49  |      |      |      |      |